# Kylian'n
Kylian'n (19 juli 1979), de artiestennaam  van Jean-Luc De Wachter, is een Belgische singer-songwriter. 

## Biografie
Kylian'n schreef zijn eerste songteksten op zijn 9e, zijn eerste muziek op zijn 12e en begon met zanglessen op zijn 16e. Hij begon zijn carrière onder het pseudoniem Jyel. In 1998 won hij op 19-jarige leeftijd de tv-talentenjacht Star ce soir, uitgezonden door RTL-TVi.
In 1999 nam hij deel aan de musical La Belle et la Bête van Sylvain Meyniac, met Nuno Resende in de hoofdrol. Hij speelde de rol van "Het Beest" en trok meer dan 20.000 toeschouwers in de Belgische en Franse bioscopen.
Daarna werkte hij voor EMI Music als songwriter. Hij schreef onder andere liedjes voor Thierry Amiel, Mario Barravecchia, Nicolas Tse en Damien Sargue.
In 2008 zong hij het lied Ce monde est merveilleux, dat werd gebruikt in de eindcredits van de film Pokémon: Giratina en de Krijger van de Lucht.
In het kader van het muzikale project Parfum de Bruxelles, waarvan hij co-schrijver en medecomponist is met Thierry Naoum, werd het album Un beau voyage uitgebracht op het participatielabel Akamusic.
In 2012 nam hij deel aan het eerste seizoen van The Voice Belgique. Hij sloot zich aan bij het team van Quentin Mosimann. Hij zong nummers van Coldplay, Bruno Mars, David Guetta en The Cranberries.

## Discografie

### Albums
- 1999 : La Belle et la Bête
- 1999 : Un beau voyage

### Singles
- 1999 : Pas Grand-Chose
- 1999 : Envoyez de l'amour
- 2010 : Un beau voyage
- 2010 : Chacun pour l'autre
- 2010 : Princesse Charmante